# یل (بریتیش کلمبیا)
یل، بریتیش کلمبیا (به انگلیسی: Yale, British Columbia) یک منطقهٔ مسکونی در کانادا است که در بریتیش کلمبیا واقع شده‌است. یل ۱۸۶ نفر جمعیت دارد.